# Той, що худне (фільм)
«Той, що худне» (англ. Thinner) — американський фільм жахів 1996 року режисера Тома Голланда, екранізація роману Стівена Кінга «Той, що худне».

## Сюжет
Адвокат Біллі Геллек, який збив машиною на смерть циганку, виправдовується перед судом завдяки своїм зв'язкам. Батько циганки проклинає Білла, і тих, хто позбавив його від покарання. Всіх цих людей наздоганяє сувора кара — страшне закляття, що перетворило життя кожного з них в особливий кошмар. Геллек, у якого надмірна вага, починає стрімко худнути. Спочатку його це тішить, але з часом він розуміє, що процес вийшов з-під його контролю.
В спробі позбутися прокляття він шукає «фахівця». Ця людина намагається залякати циган і вбиває чоловіка внучки чаклуна. Після того як він взяв в заручники внучку чаклуна, той погоджується все виправити. І зрештою здійснює обряд, який переносить прокляття Білла в пиріг, з'ївши який людина помре болісною смертю. Геллек віддає пиріг своїй дружині, але через непередбачені обставини крім дружини пиріг з'їдає також його дочка. Усвідомивши це, Геллек хоче закінчити життя самогубством — самому доїсти пиріг, однак в останній момент приходить коханець дружини. І Геллек пропонує йому доїсти пиріг з «прокляттям». Однак кінцівка фільму суперечить кінцівці книги, де головний герой, який по суті вже нічого не втрачає, без сумніву відрізає собі великий і красивий шматок пирога, що пульсує.
У фільмі є камео Стівена Кінга, він представляється в ролі фармацевта в аптеці, який продає старому циганові ліки проти нежитю.

## У ролях
- Роберт Джон Берк — Біллі Геллек
- Джо Мантенья — Річчі Джинеллі
- Люсінда Дженні — Гейді Геллек
- Майкл Константин — Тадуз Лемпке
- Кері Вюрер — Джина Лемпке
- Бетані Джой Ленз — Лінда Геллек
- Джон Гортон — суддя Кері Россінгтон
- Ірма Сент-Пол — Сюзанна Лемпке
- Стівен Кінг — доктор Джонатан Бенгор
- Джош Лукас — медбрат

## Відмінності від книги
- На самому початку фільму вага головного героя становить рівно 300 фунтів, тоді як у книзі втрата ваги починається з 246.
- В книзі Річчі Джинеллі був вбитий циганами в останніх главах книги, на відміну від фільму.
- У фільмі Геллек досить легко знаходить циган. У романі ж він через свого знайомого наймає детективів, які відстежують їх переміщення.
- У фільмі немає пояснення правнука Лемке, де йдеться про те, що дід — останній з великих мадярських вождів.
- Коли доктор, якого прислав Джинеллі, оглядає руку головного героя, він дає йому таблетки з калієм, кажучи, що так у нього не зупиниться серце. Але це ніяк не пов'язано з пораненням. У книзі він пояснює, що через таку різку втрату ваги, при відсутності калію та інших мінералів, може початися серцева аритмія і навіть наступити смерть.
- Молодий красивий циган Семюель Лемке у фільмі названий нареченим внучки старого цигана. За книгою це її брат і в романі він не гине.
- У книзі Геллек не має чіткої впевненості у зв'язку своєї дружини з доктором Г'юстоном, і книга закінчується без його участі, на відміну від останньої сцени картини.
- Після нападу Джинеллі на внучку Лемке, у фільмі він відразу передає їй про зустріч біля маяка. У книзі ж він використовував досить складну систему телефонного зв'язку через посередника. Крім того, в романі місце призначили цигани — в парку в Бангорі.
- Після останньої зустрічі з циганом, Геллек дзвонить додому і просить дочку побути сьогодні у Джорджії, бо йому з мамою потрібно серйозно поговорити. Хоча в книзі юна Лінда була відсутня якийсь час після сварки з матір'ю — вона поїхала до тітки Роди. У книзі Геллек сказав їй, що буде тільки через тиждень.
- У фільмі помста дружині за все — йдеться про подружню зраду, хоча в книзі акцент зроблений все ж на ній, як причина всього — її поведінка, яка призвела до аварії.

## Цікаві факти
- У фільмі є камео Стівена Кінга, він представляється в ролі фармацевта в аптеці, який продає старому циганові ліки проти нежитю.